# Бахледа-Цурусь, Анджей
Анджей Бахледа-Цурусь-старший (пол. Andrzej Bachleda-Curuś; род. 21 января 1947, Закопане, Польша) — польский горнолыжник, двукратный призёр чемпионатов мира в комбинации, чемпион зимней Универсиады 1966 года в слаломе.
Сын певца и спортсменки, чемпионки Польши.
Член сборной команды Польши на зимних Олимпиадах 1968 и 1972 годов:
- Гренобль-1968 — 6-е место в слаломе и 4-е место в комбинации в зачёт чемпионата мира-1968
- Саппоро-1972 — 10-е место в слаломе

Серебряный (1974) и бронзовый (1970) призёр чемпионатов мира в комбинации. В 1972 году в Канаде одержал свою единственную победу на этапах Кубка мира в слаломе. В сезоне 1971/72 занял шестое место в общем зачёте Кубка мира и второе место в зачёте слалома. 14-кратный чемпион Польши.
Младший брат Анджея Ян (1951—2009) также был горнолыжником и выступал на зимних Олимпийских играх 1976 года (11-е место в слаломе). Сын Анджея — Анджей Бахледа-Цурусь-младший (род. 1975) — продолжил семейную традицию и стал горнолыжником. В 1998 и 2002 году он выступал на Олимпийских играх, лучшее достижение — пятое место в комбинации в 1998 году.